# Min
Min este zeul fertilității masculine, este de asemenea protector al minelor și al agriculturii. Grecii l-au asociat cu Pan. Apare încă din perioada predinastică. Uneori este considerat fiul lui Isis, alte ori consortul ei și tatăl lui Horus. În cinstea lui erau ținute festivaluri, pentru a asigura potența masculină. Statuia era purtata alături de un taur alb, era un ritual al recoltei - reînnoirea vieții văzute prin vegetație. 